# Chlorid sirnatý
Chlorid sirnatý je anorganická sloučenina se vzorcem SCl2. Tato třešňově červená kapalina je nejjednodušším a jedním z nejobvyklejších chloridů síry.

## Příprava a vlastnosti
Chlorid sirnatý se připravuje reakcí chloru s elementární sírou nebo chloridem sirným. Jde o několikakrokový proces, který lze popsat rovnicemi:
S8 + 4 Cl2 → 4 S2Cl2; ΔH = −58.2 kJ/mol
S2Cl2 + Cl2 ⇌ 2 SCl2; ΔH = −40.6 kJ/mol

### Reakce
Předchozí uvedená reakce je vratná a chlorid sirnatý se za pokojové teploty pomalu rozpadá na chlorid sirný a plynný chlor. Starší vzorky tak mohou být kontaminovány. Čistý chlorid sirnatý může být znova získán refluxováním s nadbytkem síry a následnou destilací.
Chlorid sirnatý při kontaktu s vodou rapidně hydrolyzuje na plynný chlorovodík, síru a oxid siřičitý.
4 SCl2 + 2 H2O → 4 HCl + 3 S + SO2

## Použití
SCl2 se používá jako prekurzor organosírových sloučenin.
Reaguje s alkeny za vzniku chlorsubstituovaných thioetherů, například s 1,5–cyklooktadienem za vzniku dicyklického thioetheru a s ethylenem za vzniku yperitu (S(CH2CH2Cl)2).
Chlorid sirnatý je také prekurzorem několika anorganických sloučenin síry. Reakcí s fluoridy vzniká SF4.
Reakcí s amoniakem vznikají nitridy síry. Reakcí se sulfanem vznikají "nižší" sulfany jako H2S3.

## Podobné sloučeniny
- Dichlorid disirnatý
- Chlorid thionylu
- Chlorid sulfurylu
- Fluorid siřičitý
- Fluorid sírový
- Dibromid disirnatý